# 이타페치닝가

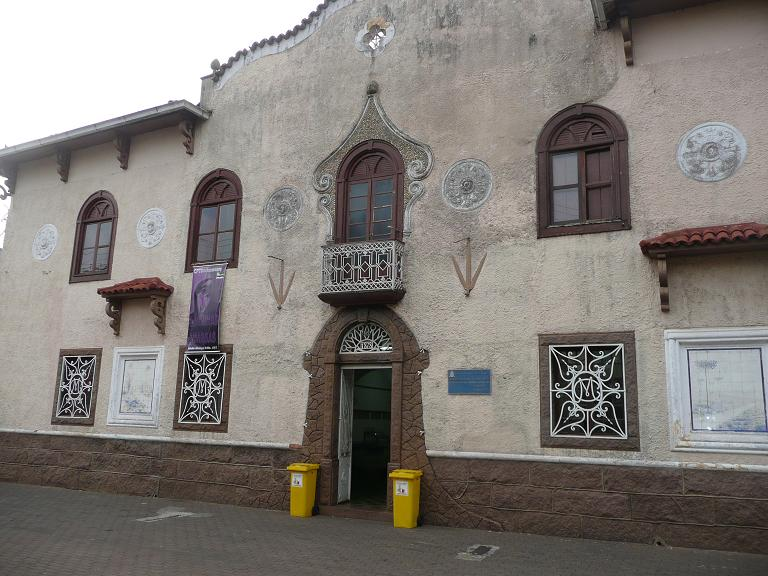
이타페치닝가 역사 박물관

이타페치닝가의 위치

이타페치닝가(포르투갈어: Itapetininga)는 브라질 상파울루주의 도시로 면적은 1,792.079km2, 높이는 656m, 인구는 156,760명(2008년 기준), 인구 밀도는 87명/km2이다. 도시가 설립된 시기는 1770년이다.